# هومبيرتو موريرا
هومبيرتو موريرا (بالإسبانية: Humberto Moreira)‏ هو سياسي مكسيكي، ولد في 28 يوليو 1966 في سالتيو في المكسيك. حزبياً، نشط في الحزب الثوري المؤسساتي. وقد انتخب President of the Institutional Revolutionary Party ‏ وانتخب List of governors of Coahuila ‏.